# Herdecke
Herdecke é uma cidade da Alemanha localizada no distrito de Ennepe-Ruhr, região administrativa de Arnsberg, estado de Renânia do Norte-Vestfália.